# Q (James Bond)
Il maggiore Geofrey Boothroyd, meglio noto con il nome in codice Q, è un personaggio del media franchise di James Bond. È un Ufficiale dell'MI6, l'agenzia governativa d'intelligence britannica, del cui "Settore Q" è a capo. Nonostante menzioni del Settore Q fossero già state fatte, il maggiore Boothroyd debutta come personaggio separato da essa nel romanzo Licenza di uccidere (1958), di Ian Fleming, e nel film Agente 007 - Licenza di uccidere (1962), di Terence Young. Sarà il successivo film A 007, dalla Russia con amore (1963) a dargli il nome in codice di "Q" e a porlo a capo della Sezione omonima.

## Settore "Q" nella MI6
Il nome in codice Q viene assegnato all'interno della MI6 al Maggiore Geofrey Boothroyd, responsabile del Settore Q appunto. Egli ha il compito di fornire le armi, i gadget e le auto "accessoriate" alla bisogna ai vari agenti in missione. In particolare agli agenti doppio 0, così identificati perché in possesso della licenza di uccidere.
La sua frase più famosa: "La prego di riconsegnare intatto l'equipaggiamento al termine della missione" viene ripetuta ogni volta che viene consegnato a Bond qualche nuovo marchingegno.

## Interpreti di Q nei film di James Bond
- Peter Burton (1962): compare solo nel primo film (Licenza di uccidere) ed è lui che impone a Bond di abbandonare la sua Beretta 418 (calibro 22) in cambio della celebre Walther PPK (calibro 7,65).
- Desmond Llewelyn (1963–1999): presente in 17 film, è l'attore con più presenze nella serie. Nei primi 19 film della serie, è assente solo nel primo film ed in Vivi e lascia morire ove viene solo citato. La sua ultima apparizione è nel film Il mondo non basta, nel quale, come se si trattasse di un addio programmato, passa il testimone al suo assistente R (John Cleese, poi Q nel film successivo). L'attore, infatti, morirà ottantacinquenne in un incidente stradale nel 1999.
- John Cleese (1999-2002): prima apparizione in Il mondo non basta nel ruolo di R, assistente di Q. Diviene Q in La morte può attendere.
- Ben Whishaw (2012-presente): interpreta Q in Skyfall, Spectre e No Time to Die. Il suo personaggio è più giovane delle precedenti versioni ed è dichiaratamente omosessuale.